# ایست ریج (تنسی)
ایست ریج(به انگلیسی: East Ridge) شهری در ایالت تنسی کشور ایالات متحده آمریکا است که جمعیت آن در سرشماری سال ۲۰۱۰ میلادی، ۲۰٬۹۷۹ نفر بوده‌است.